# Moritzoppia problematica
Moritzoppia problematica är en kvalsterart som beskrevs av Sandór Mahunka och Luise Mahunka-Papp 2002. Moritzoppia problematica ingår i släktet Moritzoppia och familjen Oppiidae. Inga underarter finns listade i Catalogue of Life.